# Choca-de-chapéu-vermelho
Choca-de-chapéu-vermelho (nome científico: Thamnophilus ruficapillus) é uma espécie de ave pertencente à família dos tamnofilídeos. Pode ser encontrada na Argentina, Bolívia, Brasil, Paraguai, Peru e Uruguai.
Seu nome popular em língua inglesa é "Rufous-capped antshrike".